# Niccolò Nicchiarelli
Niccolò Nicchiarelli (Castiglione del Lago, 28 agosto 1898 – Milano, 1969) è stato un generale italiano, comandante della 63ª Legione CC.NN. d'Assalto "Tagliamento" dal luglio 1941 al giugno 1942, dal 1939 al 1943 Consigliere nazionale della Camera dei fasci e delle corporazioni, dal 1944 Capo di stato maggiore della Guardia Nazionale Repubblicana.

## Biografia
Nacque a Castiglione del Lago, provincia di Perugia, nel 1898, figlio di Fabio e Candida Rosi. Prese parte alla prima guerra mondiale arruolandosi volontario a 16 anni e venendo inquadrato nel 1º Reggimento "Granatieri di Sardegna" con cui ebbe il suo battesimo del fuoco sul Sabotino. Dopo il Corso Ufficiali fu destinato al 37º Reggimento fanteria della Brigata Ravenna; rimase gravemente ferito durante un assalto al Monte Seluggio nel luglio del 1916. L'anno successivo fu assegnato come tenente di complemento al 261º Reggimento fanteria della Brigata Elba, con cui combatté valorosamente sull'altopiano della Bainsizza. 
Il 27 ottobre 1917, durante la battaglia di Caporetto, fu catturato, assieme ai suoi uomini, mentre combatteva in una trincea vicino a San Pietro al Natisone. Con altre centinaia di soldati ed ufficiali venne imprigionato in vari campi di concentramento, dapprima a Grahovo, poi a Rastatt, e infine nel Gefangenenlager di Celle, vicino ad Hannover, dove restò fino al dicembre 1918, scrivendo un libro di memorie. Rimpatriato, partì volontario nel 1919 per la riconquista della Libia in forza al 241º Reggimento fanteria, Brigata Teramo, combattendo contro le popolazioni locali insorte contro il dominio italiano.

### L'adesione al partito fascista
Ardente nazionalista da prima della guerra, aderì subito al nascente movimento fascista divenendo squadrista, e si laureò in giurisprudenza. Partecipò alla Marcia su Roma e nel febbraio 1923 si arruolò come seniore nella neonata Milizia Volontaria per la Sicurezza Nazionale (M.V.S.N.) comandando prima la legione "Cacciatori del Tevere", e poi il reparto autonomo nella colonia di confino a Lipari.
Nuovamente in Libia (a Bengasi) dal 1935, comandò la 3ª Legione libica e fu presidente del Tribunale speciale per la Cirenaica, e dopo l'entrata in guerra del Regno d'Italia, avvenuta il 10 giugno 1940, partecipò alle operazioni militari di Buq Buq e Sidi el Barrani fino al gennaio 1941 alla testa della 233ª Legione CC.NN. inquadrata nella 1ª Divisione CC.NN. "23 marzo" del generale Francesco Antonelli, che a sua volta era alle dipendenze del XXIII Corpo d'armata  del generale di divisione Annibale Bergonzoli, detto "Barba elettrica".
Fu Federale di Bengasi e, in questa veste, venne nominato nel 1939 Consigliere nazionale della Camera dei fasci e delle corporazioni. Nel luglio 1941 fu nominato comandante della 63ª Legione CC.NN. d'Assalto "Tagliamento" con la quale partì per la Russia partecipando alle operazioni del Corpo di spedizione italiano in Russia (CSIR) nella regione tra il Dnepr e il Don. Nominato Console Generale, e con postumi di congelamento, rimpatriò e assunse il comando della Zona CC.NN. di Torino e, dal maggio 1943, del Raggruppamento CC.NN. XXI Aprile a Kočevje (Jugoslavia).

### L'adesione alla RSI
Al momento dell'armistizio dell'8 settembre 1943 si trovava a Lubiana alla guida di un reparto di camicie nere e invitato in tal senso dal generale Erssel decise di proseguire la guerra al fianco dei tedeschi. 
Alla costituzione della Repubblica Sociale Italiana rivestì, dai primi mesi del 1944 e fino al suo scioglimento, il ruolo di Capo di stato maggiore della Guardia Nazionale Repubblicana composta dalla ex Milizia, dagli ex Carabinieri Reali e dalla ex Polizia dell'Africa Italiana. A partire dalla fine del 1944 condusse un controverso doppio gioco collaborando con le formazioni partigiane socialiste guidate da Corrado Bonfantini che era anche membro del Partito Socialista Italiano di Unità Proletaria (P.S.I.U.P.) dell'Alta Italia, con Gabriele Vigorelli, e con il filosofo crociano Edmondo Cione fondatore del Raggruppamento nazionale repubblicano socialista (R.N.R.S.).

### Il dopoguerra
Processato dalla Corte d'assise Straordinaria il 26 marzo 1946 fu condannato a 12 anni e sei mesi di prigione per collaborazionismo, più alla confisca dei beni. Presentò ricorso contro la sentenza già il giorno seguente, ottenendo dalla Corte di cassazione l'annullamento della sentenza e nel successivo procedimento fu assolto con formula piena "perché il fatto ascrittogli non costituisce reato"; In prigione restò per un totale di 13 mesi.
Tra il 1946 e il 1948 ebbe un ruolo eccellente nella nascita e nella conduzione del Fronte antibolscevico internazionale (Fai). Tenente generale nella Repubblica Sociale Italiana e tenente colonnello nel Regio Esercito, prima, e dell'Esercito Italiano successivamente, ricevette la sua ultima onorificenza (Croce di Cavaliere di Vittorio Veneto) solo dopo la sua morte, avvenuta a Milano nel 1969.

## Onorificenze
- Distintivo d'onore per Ferita di guerra
- Due encomi del Comando generale della M.V.S.N.

### Annotazioni
1. ↑  Tale diario venne pubblicato in Prigionieri dimenticati. Cellelager 1917-1918, Mursia, Milano, 2008, a cura di Giovanni Re.
2. ↑  Nella quale militò fino al suo scioglimento ufficiale, avvenuto nel novembre 1943.
3. ↑  Vigorelli venne personalmente ricevuto da Benito Mussolini a Gargnano nel novembre 1944.

### Fonti
1. 1 2 3 4 5 6 7  Generals.
2. 1 2 3 4  Cellelager.
3. 1 2 3 4 5 6  Materialismo Storico.
4. ↑  Voce repubblicana 2013, p. 2.
5. ↑  Fabei 2013, p. 586.
6. ↑  De Agostini Schirone, pp. 113-130.
7. ↑  Fabei 2014, p. 21.
8. 1 2  Fabei 2013, p. 587.